# Zirakpur
Zirakpur (en panyabí: ਜ਼ੀਰਕਪੁਰ ) es una ciudad de la India en el distrito de Sahibzada Ajit Singh Nagar, Estado de Panyab.

## Geografía
Se encuentra a una altitud de 304 m s. n. m. a 13 km de la capital estatal, Chandigarh, en la zona horaria UTC +5:30.

## Demografía
Según estimación 2010 contaba con una población de 28 411 habitantes.